# コロイド

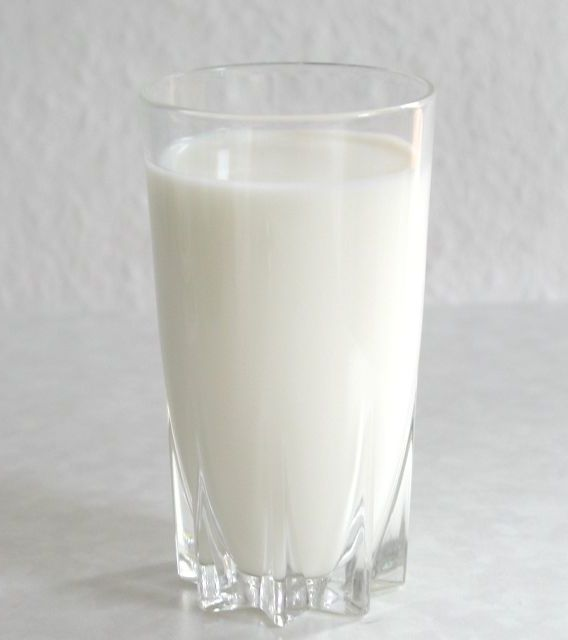
牛乳 水溶液の中にタンパク質が分散したコロイド

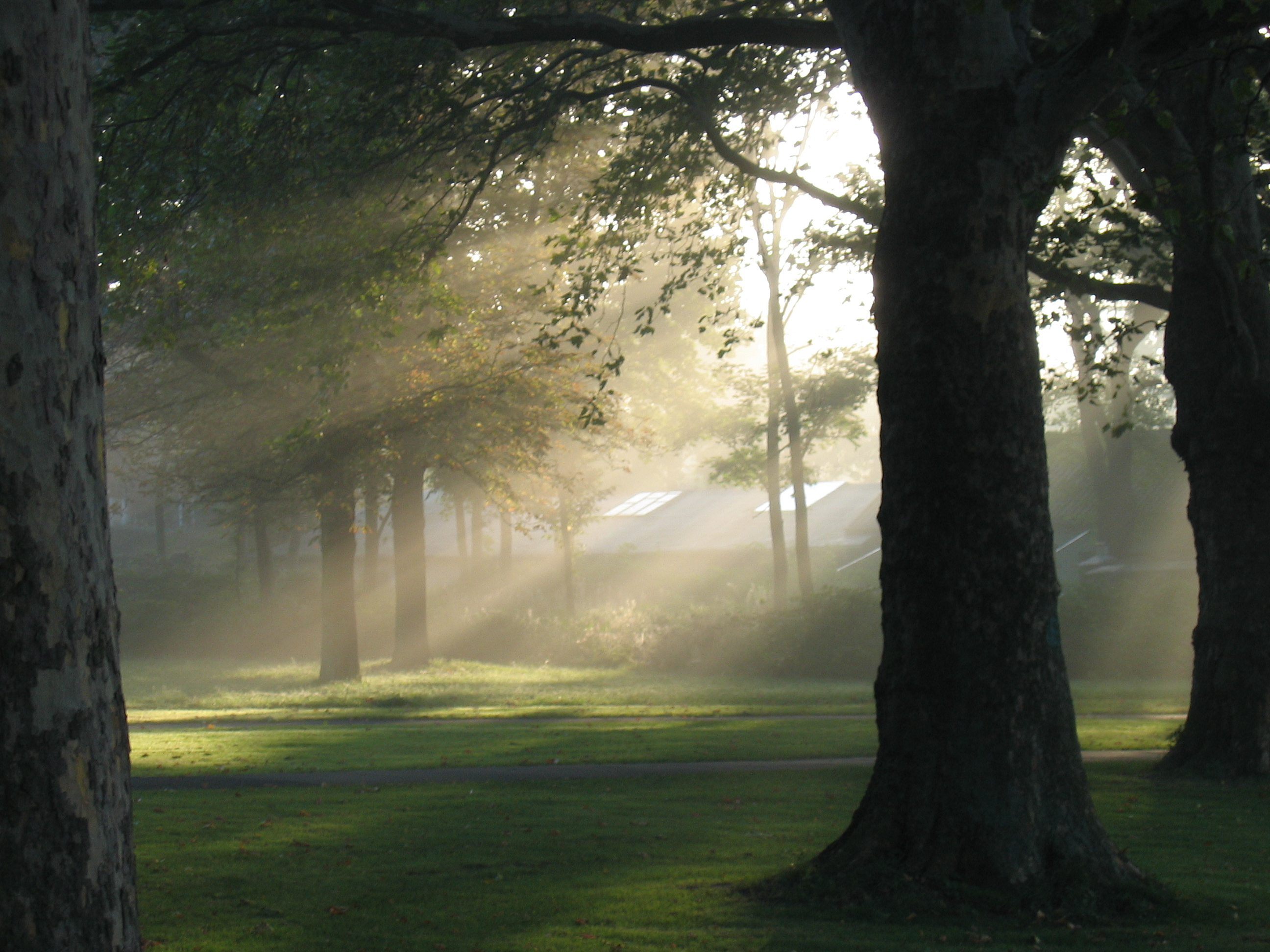
チンダル現象の一例 気体の中に水滴が分散したコロイドであるもやでもチンダル現象が起こる

コロイド（英: colloid、膠質〈こうしつ〉）、またはコロイド分散体（英: colloidal dispersion）は、一方（分散相）の物質が微小な液滴あるいは微粒子から形成し、他方（分散媒、気体・液体・固体）の物質に分散した、1組の相から構成された物質状態である。

## 概要
コロイドは分散系に一般的な性質を示す。例えばコロイドはチンダル現象により発色したり光を散乱したりする。
特に分散媒が液体の場合はコロイド溶液（英語: colloidal solution）とも呼ばれる。具体的にはフォーム、エマルション、ゲル、サスペンションなどがこれに含まれる。
このように永続的な2つの相から形成されるコロイドは相コロイド（phase colloid）とも呼ばれ、巨大分子自身が分散相となり、他の相の分散媒（dispersion medium）に永続的に分散している状態の分子コロイド（molecular colloid）と対比して使用される。一般的な物では、バター、牛乳、クリーム、霧、スモッグ、煙、アスファルト、インク、塗料、糊そして海の泡などがコロイドである。この分野は1861年にスコットランドの化学者トーマス・グレアムにより創始され、コロイド化学と呼ばれる。今日では界面化学として発展している。
一般に、分散質コロイド粒子は、表面張力と同義の、分子間力の総和にあたる粒子間ファンデルワールス力引力を普遍的に有する。一方、分散質粒子の表面には組成と溶媒の極性差による電位差が存在し、その表面電位と逆符号の対イオンによる拡散電気二重層が形成される。同種の粒子には同種の対イオン二重層を有するため、粒子が接近すると二重層が重なり合い、イオン拡散に由来するエントロピー効果によって浸透圧斥力が生じ、粒子の凝集が妨げられ分散系は安定化する（デリャーギン・ランダウ・フェルウェー・オーバービーク理論（DLVO理論））。DLVO理論によると、分散系にイオン性物質を加えた場合、バルク溶媒のイオン濃度が上昇するため相対的に電気二重層のイオン濃度が低下し(バルク溶媒と近くなり)、結果として浸透圧 (斥力) が弱まり、粒子間ファンデルワールス力による凝集力が優位に発現する。その結果生じる凝集物を凝固物（coagulation）とも呼ぶ。一般に、コロイド分散系の安定性は温度を上げると増す。浸透圧の定義より明らかであるが、高温になればイオンや溶媒の分子運動が激しくなり、電気二重層の幅や電位差が増すことで斥力項が増大するためである。
なお、水を分散媒とする分散コロイドの区分で、電解質の投入により沈殿しやすいものを疎水コロイド、沈殿しにくいものを親水コロイドと呼び分ける場合がある。親水コロイドの場合、疎水コロイド同様に表面電荷を持つとともに、水和（溶媒和）により多数の水分子が配位しており、その立体斥力によってさらに強く反発し安定化している。また、親水コロイドの中には疎水コロイドを取り囲んで凝析を防ぐものがあり、この様な状態のコロイドを保護コロイドと呼ぶ。保護コロイドは、表面にたんぱく質等が吸着し、表面電位が変化し安定化している場合もある。
1900年代の初期、酵素学が確立する以前には、コロイドが酵素作用の鍵であるとみなされたことがあった。すなわち、大量の水系のなかに酵素はほんのわずか存在するだけで特性を変えるところが、コロイドと似ているとされたのである。それも、ATP分解酵素はアデノシン三リン酸（ATP）のみを分解するといった酵素の基質特異性が発見されると否定されることになる。さらに、生命自身もコロイドが凝集することで細胞組織が生成したと説明することも可能である。このような生命の起源については生物学や生化学に詳しい。もちろん今日では（酵素作用）のコロイド説は巨大分子論（たんぱく質説）に取って代わられ、単純な動作のみを持つが、水分子の中を自由に動き回って適合する基質に作用する数多くの種類の巨大分子の集団で、謎めいた要素はなくむしろ色々な機械がそろった工場のように酵素は説明されている。色々な溶質が存在することに起因して浸透性が変化するという、溶媒である水の特性は他に代用できるものは見出し難い。
種々の原因で凝析した固体が再び溶液中に分散してコロイドを形成することを解膠といい、媒液中でのコロイド粒子を安定なゾルとするために用いられる薬剤を解膠剤という。

## 保護コロイド
- 墨汁に使用されるにかわ（膠）
- 写真フィルムのゼラチン

- インクに加えるアラビアゴム